# Ibrahim Abdel Meguid
Ibrahim Abdel Meguid (1946, Alexandria - ) é um escritor e novelista egípcio. Publicou nove novelas e quatro coleções de contos.

## Vida
Estudou filosofia na Universidade de Alexandria, se mudando, em 1974, para a cidade do Cairo, onde viveu desde então. Seu estilo de escrita varia radicalmente, e suas histórias costumam tratar das mudanças sociais e econômicas ocorridas em Alexandria, no Egito e no Oriente Médio em geral, especialmente a partir da segunda guerra mundial e da descoberta o petróleo

## Bilbiografia
- Gikandi, Simon, ed. (2003). Encyclopedia of African literature [Enciclopédia da literatura Africana]. [S.l.]: Routledge